# Барауна (Риу-Гранди-ду-Норти)
Барауна (порт. Baraúna) — муниципалитет в Бразилии, входит в штат Риу-Гранди-ду-Норти. Составная часть мезорегиона Запад штата Риу-Гранди-ду-Норти. Входит в экономико-статистический микрорегион Мосоро. Население составляет 21 473 человека на 2006 год. Занимает площадь 825,802 км². Плотность населения — 26,0 чел./км².

## Статистика
- Валовой внутренний продукт на 2004 год составляет 158 729 000,00 реалов (данные: Бразильский институт географии и статистики).
- Валовой внутренний продукт на душу населения на 2004 год составляет 7671,00 реалов (данные: Бразильский институт географии и статистики).
- Индекс развития человеческого потенциала на 2000 год составляет 0,600 (данные: Программа развития ООН).